# Placyd García Gilabert
Placyd García Gilabert OFM, (hiszp.) Plácido García Gilabert (ur. 1 stycznia 1895 w Benitachell na terenie prowincji Alicante, zm. 16 sierpnia 1936) – hiszpański błogosławiony Kościoła katolickiego, męczennik, ojciec zakonny z zakonu franciszkanów, ofiara prześladowań antykatolickich okresu hiszpańskiej wojny domowej.

## Życiorys
Na chrzcie otrzymał imię Miguel. Wychowywany w głęboko wierzącej rodzinie, 3 października 1910 r. wstąpił do franciszkańskiego klasztoru w Gilet pod Walencją i przyjął imię zakonne Placyd. Śluby zakonne złożył 10 listopada 1914 r., a sakrament święceń otrzymał cztery lata później 21 września, po czym wyjechał by pogłębić wiedzę z zakresu prawa kanonicznego i teologii moralnej na rzymski Uniwersytet Antonianum (1930–1933). Po zakończeniu studiów został rektorem wykładowcą teologii i superiorem Kolegium Onteniente pod Walencją. Praca ojca Placyda García Gilaberta przyczyniła się do rozwoju kierowanej przez niego franciszkańskiej placówki. Z zapałem, poświęceniem i pokorą realizował swój apostolat z prawością propagując kult męki Pańskiej, sakramentu Eucharystii i miłość do Matki Bożej. 
Po wybuchu wojny domowej w Hiszpanii, w okresie eskalacji prześladowań Kościoła katolickiego, udał się do rodzinnego Benitachell. Oddał się dobrowolnie w ręce milicjantów, którzy mieli go aresztować zgodnie z wcześniej wyznaną opinią:

Powinniśmy od Pana przyjąć wszystko, co nam zsyła. Cóż jest lepszego, jak umrzeć dla sprawy Bożej

Następnego dnia znaleziono jego zmasakrowane zwłoki między Jávea a Dénia.
Pochowany został w rodzinnym grobowcu. W 1967 r. dokonano translacji relikwii Placyda García Gilaberta do kościoła parafialnego w Benitachell. Miejsce pochówku jest szczególnym dla kultu jaki otacza postać błogosławionego.
Proces informacyjny odbył się w Walencji w latach 1966–1969. Beatyfikowany w grupie Józefa Aparicio Sanza i 232 towarzyszy, pierwszych wyniesionych na ołtarze Kościoła katolickiego w trzecim tysiącleciu przez papieża Jana Pawła II w Watykanie 11 marca 2001 roku.
Wspomnienie liturgiczne obchodzone jest przez katolików w dies natalis (16 sierpnia), a także w grupie męczenników 22 września.